# Nogomet u Hrvatskoj
Nogomet je najpopularniji sport u Hrvatskoj, njegova krovna organizacija je Hrvatski nogometni savez. Prvi hrvatski klubovi sudjelovali su u strukturi jugoslavenskog nogometa nakon Prvog svjetskog rata. Od 1940. do 1944. godine, hrvatska nogometna reprezentacija odigrala je devetnaest prijateljskih utakmica koja je predstavljala Banovinu Hrvatsku i Nezavisnu Državu Hrvatsku. Nakon Drugog svjetskog rata, većina istaknutih jugoslavenskih klubova, uključujući i klubova u Hrvatskoj, ukidaju se i zamjenjuju se novim zbog komunističkog režima. Hrvatskim klupskim nogometom uglavnom dominiraju GNK Dinamo Zagreb, Hajduk Split, HNK Rijeka i NK Osijek kao dio hrvatske velike četvorke.

## Povijest
Prva nogometna utakmica na području Hrvatske odigrana je u Rijeci. Godine 1873. na inicijativu Roberta Whiteheada, inženjera i vlasnika tvornice Torpedo, utakmicu su odigrale ekipe sastavljene od djelatnika Mađarskih željeznica s jedne i engleskih mornara i radnika s druge, ali su u momčadima primljeni i lokalci. Englezi su radili u tadašnjem Riječkom tehničkom zavodu (Stabilimento Tecnico di Fiume) koji kasnije postaje tvornica Torpedo, a utakmica je odigrana na području poznatom kao Pod Jelšun, između ulaza u bivšu tvornicu Torpedo i INA-ine rafinerije na Mlaki. Godine 1880. lokalni mladići počeli su igrati nogomet u Županji. Nogometna lopta s kojom su se igrale utakmice 1880. godine i kasnije na području Županje sačuvana je i danas.
Godine 1890. u Rijeci nogomet postaje obavezan u sklopu programa nastave tjelovježbe u svim školama i nastaju prvi školski klubovi posvećeni nogometu. Postoje i zapisi o tome kako su u istom desetljeću nogomet igrali također učenici u Zadru te nešto kasnije (oko 1900. godine) u Istri, Slavoniji i drugim gradovima širom Hrvatske. Pojava nogometa u samoj Kraljevini Hrvatskoj i Slavoniji vezana je uz Franju Bučara 1893. u Zagrebu, kad je nakon studija na Centralnome gimnastičkom zavodu u Stockholmu, upoznao javnost s novom igrom. Na prijedlog Slavka Rutznera Radmilovića nazvana je "nogomet". Prvo izdanje "Pravila igre" na hrvatskom jeziku tiskano je 1896. godine u Zagrebu. 
Na početku se nogomet igrao u okviru gimnastičke organizacije Hrvatski sokol. Nogomet se najprije igrao u Hrvatskom sokolu u više gradova (Zagreb, Split) te u pojedinim školama (Karlovac), Prvi nogometni formalno klubovi osnovani na podruću današnje Hrvatske se pojavljuju u tada carskoj ratnoj luki Puli 1899. godine, kada počinju svoj rad Club Iris u kolovozu i nekoliko mjeseci kasnije Veloce Club Polese, športski klubovi u kojima je odmah bila aktivna i nogometna sekcija, a u Irisu je upravo nogometna sekcija bila najaktivnija i najpopularnija. Kada je 1903. u Zagrebu utemeljen HAŠK (Hrvatski akademski športski klub), osnovana je i u tom klubu sekcija za nogomet. Prvi hrvatski sportski klub koji u svom imenu naglašava opredijeljenost za nogomet je Prvi nogometni i športski klub (PNIŠK) Zagreb, osnovan 1903. godine.
Godine 1905. u Rijeci je osnovan Fiumei Atletikai Club, a u Splitu je djelovao neregistrirani klub Šator. Već 3. studenoga 1905. u Rijeci se susreću klubovi dvoje raznih gradova Fiumei Atletikai i zagrebački PNIŠK, u utakmici koja završava 3:4 za goste. Godine 1904. je u Rijeci službeno osnovana CS Olimpia, prethodnik današnje HNK Rijeke, koja formalno otvara nogometnu sekciju 1906. godine, a od 1907. preuzima ulogu glavnog gradskog kluba od Fiumei Atletikai. Dana 28. listopada 1906. godine u Zagrebu je odigrana prva javna utakmica između HAŠK-a i PNIŠK-a (1:1).
U Sisku je navodno osnovana te iste 1906. godine Segesta, iako nema službenih dokaza o tom činu i prvu dokumentiranu utakmicu Segesta igra tek 1909., a klub slavi svoju 20-godišnjicu 26. lipnja 1927. godine. U Karlovcu se osnuje Trenk (preteča Olimpije iz 1908.). Godine 1907. u Pragu je odigrana utakmica između kombinirane momčadi HAŠK-a i PNIŠK-a sa Slavijom iz Praga, koja je završila pobjedom gostiju s 15:0. Godine 1908. u tadašnjem gradu Sušaku se osnuje klub Victoria.  U Dubrovniku je 1909. godine utemeljeno gimastičko društvo Forza e Coraggio, koje sljedeću godinu otvara i nogometnu sekciju.
Godine 1911. osnovani su i dva najpopularnija hrvatska kluba – u Splitu Hajduk, a u Zagrebu prethodnik Dinama – Građanski (Prvi hrvatski građanski športski klub). Iste godine je u Opatiji službeno osnovan nogometni odjel lokalnog Sokola iz kojeg će godinu i pol kasnije nastati Slavenski Športski Klub Opatija.
Ubrzo su postignuti i prvi međunarodni uspjesi pa je već 1913. godine HAŠK svladao momčad engleskog Northern University s 1:0, a u to su doba Englezi smatrani za apsolutno nepobjedive vladare europskog nogometa.
Početkom 20. stoljeća, kada su u Hrvatskoj počeli nastajati i drugi nogometni klubovi, došlo je do želje nogometnih čelnika za formiranjem nacionalnog nogometnog saveza. Težnja Hrvata za uspostavljanjem vlastitog športskog saveza. Tako su u sezonama 1912./13. i 1913./14. odigrana prvenstva Kraljevine Hrvatske i Slavonije u organizaciji nogometne sekcije HŠS-a, koje su tada još bile u sklopu Austro-Ugarske. Nažalost, niti jedno od prvenstava nije dovršeno, prvo zbog nešportskog ponašanja, a drugo zbog početka Prvog svjetskog rata. Sudjelovali su zagrebački klubovi AŠK Croatia, Građanski, HAŠK, HŠK Concordia, HTŠK Zagreb, Ilirija, Viktorija i Hrvatski trgovački športski klub. U ligaškom dijelu vodio je HAŠK ispred Concordije, no te su dvije momčadi trebale odigrati i utakmicu za prvaka, što su igrači HAŠK-a odbili. Prvak nikada nije proglašen. Novo prvenstvo počelo je 1914., ali je prekinuto zbog rata. Za Prvog svjetskog rata obustavljene su sve športske aktivnosti. Nogometni savez osnovan je 1919. u Zagrebu. Hrvatski nogometni savez utemeljen je 13. lipnja 1912. dok je na samoj skupštini utemeljen Jugoslavenski nogometni savez (JNS).
Po osnutku Kraljevine Jugoslavije, prvo državno prvenstvo odigrano je 1923., a osvojio ga je Građanski iz Zagreba.
U razdoblju 1919. – 1941. vodeći hrvatski klubovi odigrali su važnu ulogu u jugoslavenskom nogometu. U prvoj ligi nastupali su splitski Hajduk, osječka Slavija, varaždinska Slavija te zagrebački klubovi Građanski, Concordia i HAŠK. Mnogobrojni hrvatski igrači nastupali su za jugoslavensku reprezentaciju.
Pismom od 17. srpnja 1941. HNS je obaviješten da je primljen u članstvo FIFA-e. Nogometna reprezentacija Hrvatske počela je nastupati već 1940. kao izabrana vrsta Banovine Hrvatske te je odigrala 4 utakmice. Reprezentacija NDH odigrala je 15 međunarodnih utakmica u razdoblju 1941. – 1944. Prvu je odigrala 15. lipnja 1941. protiv Njemačke u Beču i tada se prvi put prije susreta svirala himna Lijepa naša domovino. Za Drugog svjetskog rata igrana su 4 prvenstva NDH, ali su samo dva dovršena. U sezoni 1941./42. odigran je samo jesenski dio prvenstva (vodio je zagrebački Građanski), a 1942. prešlo se na sustav proljeće-jesen. God. 1942. prvak je bila zagrebačka Concordia, a 1943. Građanski. Prvenstvo 1944. nije završeno. Uz prvake, u ligaškome natjecanju za NDH sudjelovali su još HAŠK, Željezničar i Ličanin iz Zagreba, Hajduk, Građanski i Radnik iz Osijeka, Građanski, Zemun i Victoria iz Zemuna, SAŠK i Gjerzelez iz Sarajeva, HBŠK i Hrvoje iz Banje Luke, Bata iz Borova, Zrinjski iz Mostara, Zagorac iz Varaždina i Tomislav iz Zenice.
Dolaskom komunističke partije na vlast 1945. svi se postojeći nogometni i sportski klubovi formalno gase, da bi se skoro svi odmah ili u sljedećih godinu/dvije preustrojili u opća fizkulturna sportska društva po uzoru na staljinistički model tad promoviran sa strane Sovjetskog Saveza. Većina je klubova prisiljena mijenjati ime i identitet u više proleterski. Samo je pojedinim klubovima dano zadržati postojeće ime, poznati je slučaj Hajduka, zbog bliskosti partizanskom pokretu ili po propagandskim potrebama nove vlasti, a neke pute i zbog ličnih simpatija viših dužnosnika komunističke vlasti. Tako političkom odlukom mjenjaju imidž i najpoznatiji klubovi na teritoriju novonastale republike Građanski, Željezničar, Fiumana, RNK Split, Cibalia i mnogo drugih klubova u samoj Hrvatskoj i drugim federativnim jedinicama. To je proces kroz koji prolaze sve države i klubovi koji su se krajem Drugog svjetskog rata našli u sovjetskoj interesnoj sferi, ali i u nekim drugim europskim regijama koje mjenjaju vlast kao npr. Zapadna Njemačka i oslobođeni Elzas i Lorena u Francuskoj.
Prvo jugoslavensko prvenstvo nakon Drugog svjetskog rata održano je samo kao natjecanje reprezentacija raznih republika 1945. Na njemu je hrvatska reprezentacija osvojila treće mjesto, odmah nakon reprezentacije JNA i reprezentacije Srbije. Prvo pravo natjecanje klubova održano je u sezoni 1946./47. Do 1991. u jugoslavenskoj prvoj ligi od hrvatskih klubova nastupali su osječki Proleter Osijek/Osijek, vinkovački Dinamo, riječki Kvarner/Rijeka, splitski Hajduk i Split te zagrebački klubovi Dinamo, Borac, Lokomotiva, Trešnjevka i Zagreb. Prvenstvo su osvojili jedino Hajduk i zagrebački Dinamo. U Kupu maršala Tita, osim Hajduka i Dinama, uspješna je bila i Rijeka. U europskim kupovima jedini pobjednik bio je Dinamo u Kupu velesajamskih gradova (1966./67.). U ratnim vremenima Prva hrvatska nogometna liga (1. HNL) krenula je 1992. uz sudjelovanje 12 klubova (Hajduk, Zagreb, Osijek, Inker, HAŠK Građanski, Rijeka, Istra, Varteks, Cibalia, Zadar, Dubrovnik, Šibenik). Prvenstvo je osvojio Hajduk. U drugom izdanju sudjelovalo je 16 momčadi, a prvak je bila zagrebačka Croatia (novi naziv HAŠK Građanskog). U prvenstvu 1993./94. sudjelovalo je 18 klubova, a prvak je bio Hajduk. Otada se 1. HNL počela smanjivati i danas broj 10 članova. Do danas HNL su jedino osvojili Dinamo, Hajduk, Rijeka i Zagreb. Od sezone 1992. igra se Hrvatski nogometni kup. Prvi pobjednik bio je Inker iz Zaprešića, najviše uspjeha imali su zagrebački Dinamo, splitski Hajduk i Rijeka, a jednom je pobjednik bio i Osijek. HNS je ponovno primljen u članstvo FIFA-e 3. srpnja 1992., a članom UEFA-e postao je 17. lipnja 1993. Hrvatska nogometna reprezentacija počela je igrati međunarodne utakmice od 1990., a u službena natjecanjima sudjeluje od 1994.

## Ustroj
Upravno tijelo nogometa u Hrvatskoj je Hrvatski nogometni savez.  On nadgleda organizaciju sljedećih natjecanja:
- Lige:
  - HNL
  - 1. NL
  - 2. NL
  - 3. NL
    - 3. NL – Sjever
    - 3. NL – Jug
    - 3. NL – Istok
    - 3. NL – Zapad
    - 3. NL – Centar

  - 4. NL/MŽNL/JŽNL
  - 1. ŽNL
  - 2. ŽNL
  - 3. ŽNL

- Kupovi:
  - Hrvatski nogometni kup
  - Hrvatski nogometni superkup

- Reprezentacije:
  - Hrvatska nogometna reprezentacija

Napomena: Navedena natjecanja su za muškarce.

## Nogometni klubovi u Hrvatskoj
Dinamo i Hajduk su dva izrazito najpopularnija nogometna kluba u Hrvatskoj i imaju obožavatelje širom države, susjedstva, kao i u hrvatskom iseljeništvu.
Osijek i Rijeka imaju navijače u matičnom gradu i široj okolici: Osijek u Osijeku, po Slavoniji, zapadnom Srijemu i južnoj Baranji, a Rijeka u Rijeci, po Kvarneru, Istri i Gorskom kotaru.
Ostalim hrvatskim nogometnim klubovima navijačka baza je ograničena uglavnom na matični grad.

## Prvaci Hrvatske
- 1992. – Hajduk
- 1992./93. – Croatia (do veljače 1993. HAŠK Građanski)
- 1993./94. – Hajduk
- 1994./95. – Hajduk
- 1995./96. – Croatia
- 1996./97. – Croatia
- 1997./98. – Croatia
- 1998./99. – Croatia
- 1999./00. – Dinamo (do veljače 2000. Croatia)
- 2000./01. – Hajduk
- 2001./02. – Zagreb
- 2002./03. – Dinamo
- 2003./04. – Hajduk
- 2004./05. – Hajduk
- 2005./06. – Dinamo
- 2006./07. – Dinamo
- 2007./08. – Dinamo
- 2008./09. – Dinamo
- 2009./10. – Dinamo
- 2010./11. – Dinamo
- 2011./12. – Dinamo
- 2012./13.  – Dinamo
- 2013./14.  – Dinamo
- 2014./15.  – Dinamo
- 2015./16.  – Dinamo
- 2016./17.  – Rijeka
- 2017./18. – Dinamo
- 2018./19. – Dinamo
- 2019./20. – Dinamo
- 2020./21. – Dinamo
- 2021./22. – Dinamo
- 2022./23. – Dinamo
- 2023./24. – Dinamo
- 2024./25. – Rijeka

Hrvatska je u vrijeme Banovine Hrvatske (1939. – 1941.) (Prvenstvo Hrvatskog nogometnog saveza, kao i Hrvatsko-slovensku ligu) i u vrijeme Nezavisne Države Hrvatske (1941. – 1945.), imala nacionalno prvenstvo čije rezultate HNS priznaje u službenim statistikama.
Prvaci u razdoblju Banovine Hrvatske bili su:
- 1940. Građanski Zagreb
- 1941. Hajduk Split

Prvaci u razdoblju NDH od 1941. do 1943. bili su:
- 1941. Građanski Zagreb
- 1942. Concordia Zagreb
- 1943. Građanski Zagreb

Završni susret između klubova HAŠK Zagreb i SAŠK Sarajevo nije odigran zbog ratnih okolnosti, pa 1944. u NDH nije bilo prvaka. 
Od 12. do 19. kolovoza 1945. održano je prvo prvenstvo Federalne države Hrvatske, a 1946. se igralo kvalifikacije po republikama za sudjelovanje u budućem jugoslavenskom prvenstvu. To natjecanje se također računa u hrvatsko prvenstvo koje je osvojio splitski Hajduk.
- 1945. Hajduk Split
- 1946. Hajduk Split

Od listopada do prosinca 1991. odigrano je neslužbeno prvenstvo pod nazivom Slobodna Hrvatska, a prvak je postao INKER iz Zaprešića.
- 1991. INKER Zaprešić

## Osvajači kupa

### Banovina Hrvatska
Natjecanje koje se zvalo "Hrvatski cup", a u biti je bilo kup Hrvatskoga nogometnog saveza, nije bilo ograničeno ozemljem Banovine Hrvatske.
- 1940./41.: nije dovršeno – došlo se do polufinala. Natjecanje za kup je prekinuto u veljači, jer je počeo drugi dio hrvatskog prvenstva. Završetkom prvenstva krajem ožujka, trebalo se nastaviti s natjecanjem za kup, ali su Osovinska invazija na Kraljevinu Jugoslaviju i njezina vrlo brza propast poremetili planirana športska natjecanja.[21]

### Nezavisna Država Hrvatska
| sezona | mjesto odigravanja | pobjednik        | rezultat finala | finalist         |
| ------ | ------------------ | ---------------- | --------------- | ---------------- |
| 1941.  | Zagreb             | Građanski Zagreb | 2:2, 6:2        | Concordia Zagreb |

### Republika Hrvatska
| sezona    | mjesto odigravanja | pobjednik      | rezultat finala       | finalist                 |
| --------- | ------------------ | -------------- | --------------------- | ------------------------ |
| 1992.     | Zaprešić Zagreb    | INKER Zaprešić | 1:1, 1:0              | HAŠK Građanski Zagreb    |
| 1992./93. | Split Zagreb       | Hajduk Split   | 4:1, 1:2              | Croatia Zagreb           |
| 1993./94. | Zagreb Rijeka      | Croatia Zagreb | 2:0, 0:1              | Rijeka                   |
| 1994./95. | Split Zagreb       | Hajduk Split   | 3:2, 1:0              | Croatia Zagreb           |
| 1995./96. | Varaždin Zagreb    | Croatia Zagreb | 2:0, 1:0              | Varteks Varaždin         |
| 1996./97. | Zagreb             | Croatia Zagreb | 2:1                   | Zagreb                   |
| 1997./98. | Varaždin Zagreb    | Croatia Zagreb | 1:0, 2:1              | Varteks Varaždin         |
| 1998./99. | Zagreb             | Osijek         | 2:1                   | Cibalia Vinkovci         |
| 1999./00. | Split Zagreb       | Hajduk Split   | 2:0, 0:1              | Dinamo Zagreb            |
| 2000./01. | Split Zagreb       | Dinamo Zagreb  | 2:0, 1:0              | Hajduk Split             |
| 2001./02. | Zagreb Varaždin    | Dinamo Zagreb  | 1:1, 1:0              | Varteks Varaždin         |
| 2002./03. | Pula Split         | Hajduk Split   | 1:0, 4:0              | Uljanik Pula             |
| 2003./04. | Varaždin Zagreb    | Dinamo Zagreb  | 1:1, 0:0 (gg)         | Varteks Varaždin         |
| 2004./05. | Rijeka Split       | Rijeka         | 2:1, 1:0              | Hajduk Split             |
| 2005./06. | Rijeka Varaždin    | Rijeka         | 4:0, 1:5 (gg)         | Varteks Varaždin         |
| 2006./07. | Zagreb Koprivnica  | Dinamo Zagreb  | 1:0, 1:1              | Slaven Belupo Koprivnica |
| 2007./08. | Zagreb Split       | Dinamo Zagreb  | 3:0, 0:0              | Hajduk Split             |
| 2008./09. | Zagreb Split       | Dinamo Zagreb  | 3:0, 0:3; (5:4, 11 m) | Hajduk Split             |
| 2009./10. | Split Šibenik      | Hajduk Split   | 2:1, 2:0              | Šibenik                  |
| 2010./11. | Zagreb Varaždin    | Dinamo Zagreb  | 5:1, 3:1              | Varaždin                 |
| 2011./12. | Osijek Zagreb      | Dinamo Zagreb  | 0:0, 3:1              | Osijek                   |
| 2012./13. | Split Zagreb       | Hajduk Split   | 2:1, 3:3              | Lokomotiva Zagreb        |
| 2013./14. | Zagreb Rijeka      | Rijeka         | 1:0, 2:0              | Dinamo Zagreb            |
| 2014./15. | Zagreb             | Dinamo Zagreb  | 0:0; (4:2, 11 m)      | Split                    |
| 2015./16. | Osijek             | Dinamo Zagreb  | 2:1                   | Slaven Belupo Koprivnica |
| 2016./17. | Varaždin           | Rijeka         | 3:1                   | Dinamo Zagreb            |
| 2017./18. | Vinkovci           | Dinamo Zagreb  | 1:0                   | Hajduk Split             |
| 2018./19. | Pula               | Rijeka         | 3:1                   | Dinamo Zagreb            |
| 2019./20. | Šibenik            | Rijeka         | 1:0                   | Lokomotiva Zagreb        |
| 2020./21. | Velika Gorica      | Dinamo Zagreb  | 6:3                   | Istra 1961 Pula          |
| 2021./22. | Split              | Hajduk Split   | 3:1                   | Rijeka                   |
| 2022./23. | Rijeka             | Hajduk Split   | 2:0                   | Šibenik                  |
| 2023./24. | Rijeka Zagreb      | Dinamo Zagreb  | 0:0, 3:1              | Rijeka                   |
| 2024./25. | Koprivnica Rijeka  | Rijeka         | 1:1, 1:0              | Slaven Belupo Koprivnica |

## Osvajači superkupa
– prvak 1. HNL/HNL 

     – pobjednik Hrvatskog kupa
| Godina        | Mjesto održavanja | Pobjednik     | Rezultat            | Finalist       |
| ------------- | ----------------- | ------------- | ------------------- | -------------- |
| 1992.         | Zagreb            | Hajduk Split  | 0:0 (3:1 11 m)      | INKER Zaprešić |
| 1993.         | Zagreb Split      | Hajduk Split  | 4:4, 0:0            | Croatia Zagreb |
| 1994.         | Split Zagreb      | Hajduk Split  | 1:0, 0:1 (5:4 11 m) | Croatia Zagreb |
| 1995. – 2001. | nije igrano       | nije igrano   | nije igrano         | nije igrano    |
| 2002.         | Zagreb            | Dinamo Zagreb | 3:2                 | Zagreb         |
| 2003.         | Zagreb            | Dinamo Zagreb | 4:1                 | Hajduk Split   |
| 2004.         | Split             | Hajduk Split  | 1:0                 | Dinamo Zagreb  |
| 2005.         | Split             | Hajduk Split  | 1:0                 | Rijeka         |
| 2006.         | Zagreb            | Dinamo Zagreb | 4:1                 | Rijeka         |
| 2008. – 2009. | nije igrano       | nije igrano   | nije igrano         | nije igrano    |
| 2010.         | Zagreb            | Dinamo Zagreb | 1:0                 | Hajduk Split   |
| 2011. – 2012. | nije igrano       | nije igrano   | nije igrano         | nije igrano    |
| 2013.         | Zagreb            | Dinamo Zagreb | 1:1 (4:1 11 m)      | Hajduk Split   |
| 2014.         | Rijeka            | Rijeka        | 2:1                 | Dinamo Zagreb  |
| 2015. – 2018. | nije igrano       | nije igrano   | nije igrano         | nije igrano    |
| 2019.         | Zagreb            | Dinamo Zagreb | 1:0                 | Rijeka         |
| 2020. – 2021. | nije igrano       | nije igrano   | nije igrano         | nije igrano    |
| 2022.         | Zagreb            | Dinamo Zagreb | 0:0 (4:1 11 m)      | Hajduk Split   |
| 2023.         | Zagreb            | Dinamo Zagreb | 1:0                 | Hajduk Split   |
| 2024. – 2025. | nije igrano       | nije igrano   | nije igrano         | nije igrano    |

## Najbolji strijelci, po godinama
| Sezona    | Broj golova | Nogometaš              | Klub                            |
| --------- | ----------- | ---------------------- | ------------------------------- |
| 1992.     | 12          | Ardian Kozniku         | Hajduk Split                    |
| 1992./93. | 23          | Goran Vlaović          | Croatia / HAŠK Građanski Zagreb |
| 1993./94. | 29          | Goran Vlaović          | Croatia Zagreb                  |
| 1994./95. | 23          | Robert Špehar          | Osijek                          |
| 1995./96. | 19          | Igor Cvitanović        | Croatia Zagreb                  |
| 1996./97. | 20          | Igor Cvitanović        | Croatia Zagreb                  |
| 1997./98. | 19          | Mate Baturina          | Zagreb                          |
| 1998./99. | 21          | Joško Popović          | Šibenik                         |
| 1999./00. | 21          | Tomo Šokota            | Dinamo / Croatia Zagreb         |
| 2000./01. | 20          | Tomo Šokota            | Dinamo Zagreb                   |
| 2001./02. | 21          | Ivica Olić             | Zagreb                          |
| 2002./03. | 16          | Ivica Olić             | Dinamo Zagreb                   |
| 2003./04. | 18          | Robert Špehar          | Osijek                          |
| 2004./05. | 17          | Tomislav Erceg         | Rijeka                          |
| 2005./06. | 22          | Ivan Bošnjak           | Dinamo Zagreb                   |
| 2006./07. | 34          | Eduardo Alves da Silva | Dinamo Zagreb                   |
| 2007./08. | 21          | Želimir Terkeš         | Zadar                           |
| 2008./09. | 16          | Mario Mandžukić        | Dinamo Zagreb                   |
| 2009./10. | 18          | Davor Vugrinec         | Zagreb                          |
| 2010./11. | 19          | Ivan Krstanović        | Zagreb                          |
| 2011./12. | 15          | Fatos Bećiraj          | Dinamo Zagreb                   |
| 2012./13. | 15          | Leon Benko             | Rijeka                          |
| 2013./14. | 22          | Duje Čop               | Dinamo Zagreb                   |
| 2014./15. | 21          | Andrej Kramarić        | Rijeka                          |
| 2015./16. | 25          | Ilija Nestorovski      | Inter Zaprešić                  |
| 2016./17. | 18          | Márkó Futács           | Hajduk Split                    |
| 2017./18. | 17          | El Arbi Hillel Soudani | Dinamo Zagreb                   |
| 2018./19. | 19          | Mijo Caktaš            | Hajduk Split                    |
| 2019./20. | 20          | Antonio Mirko Čolak    | Rijeka                          |
| 2020./21. | 22          | Ramón Miérez           | Osijek                          |
| 2021./22. | 28          | Marko Livaja           | Hajduk Split                    |
| 2022./23. | 19          | Marko Livaja           | Hajduk Split                    |
| 2023./24. | 19          | Ramón Miérez           | Osijek                          |
| 2024./25. | 19          | Marko Livaja           | Hajduk Split                    |

## Lista strijelaca, ukupno
Zaključno sa sezonom 2024./25.
|     | Nogometaš              | Broj golova |
| --- | ---------------------- | ----------- |
| 1.  | Davor Vugrinec         | 145         |
| 2.  | Igor Cvitanović        | 126         |
| 3.  | Ivan Krstanović        | 123         |
| 4.  | Joško Popović          | 111         |
| 5.  | Miljenko Mumlek        | 107         |
| 6.  | Mijo Caktaš            | 101         |
| 7.  | Tomislav Erceg         | 97          |
| 8.  | Nino Bule              | 88          |
| 9.  | Robert Špehar          | 86          |
| 10. | Renato Jurčec          | 85          |
| 10. | Marijo Dodik           | 85          |
| 12. | Marko Livaja           | 82          |
| 13. | Mislav Oršić           | 79          |
| 14. | Mladen Bartolović      | 78          |
| 14. | Duje Čop               | 78          |
| 16. | Veldin Karić           | 75          |
| 17. | Leon Benko             | 74          |
| 18. | Eduardo da Silva       | 73          |
| 19. | El Arbi Hillel Soudani | 69          |
| 20. | Boško Balaban          | 68          |
| 21. | Franko Andrijašević    | 67          |
| 21. | Andrej Kramarić        | 67          |
| 23. | Mirko Marić            | 65          |
| 23. | Ramón Miérez           | 65          |
| 25. | Ivan Bošnjak           | 64          |
| 25. | Mario Gavranović       | 64          |
| 25. | Petar Krpan            | 64          |
| 25. | Zoran Zekić            | 64          |

## Navijači
Hrvatski navijači organiziraju se u raznim navijačkim skupinama, to su najstarija Torcida (Hajduk), Armada (Rijeka), Šibenski Funcuti (Šibenik), Kohorta Osijek (Osijek), Ultrasa (Cibalia), Bad Blue Boysa (Dinamo).

## Poveznice
- Prvenstvo Hrvatske u nogometu
- Sustav nogometnih liga u Hrvatskoj
- Četvrta hrvatska nogometna liga
- Popis hrvatskih nogometnih klubova
- Popis hrvatskih nogometnih derbija
- Nogomet u hrvatskom iseljeništvu

## Vanjske poveznice
- Forum - Index_hr  Arhivirana inačica izvorne stranice od 27. rujna 2007. (Wayback Machine) Grbovi hrvatskih klubova